# Campylopus pascuanus
Campylopus pascuanus là một loài rêu trong họ Dicranaceae. Loài này được J.-P. Frahm mô tả khoa học đầu tiên năm 1975.